# Bahía de Pujada
La bahía de Pujada, a veces (generalmente históricamente) llamada bahía de Pujaga, es una bahía en la costa del Pacífico del sur de la isla filipina de Mindanao. Es un brazo del mar de Filipinas en la provincia de Dávao Oriental formado por la península de Guanguan, que la separa de la bahía de Mayo por el este, y la península de Pujada, que la separa del golfo de Dávao por el oeste. La bahía de Pujada limita con Mati, la capital y ciudad más grande de la provincia, cuyo puerto y ciudad propiamente dicha están situados en su cabecera. Se entra en ella entre Lamigan Point, al este, y Tumago Point, al oeste, y la isla Pujada divide su entrada en dos canales. Hay otras tres islas en la bahía, a saber, las islas Uanivan, Oak y Ivy.
La bahía ha sido declarada zona marina protegida, conocida como Paisaje Marino y Paisaje de Protección de la Bahía de Pujada. Abarca 21.200 hectáreas y protege la bahía y su zona costera, incluidas sus cuatro islas. Fue declarada mediante la Proclamación n.º 431 del 31 de julio de 1994 por el presidente Fidel Ramos.

## Descripción
La bahía de Pujada es conocida por su rico sistema de arrecifes de coral y sus playas de arena blanca. Tiene una pequeña ensenada en su lado noroeste llamada bahía de Balete. En la bahía desembocan varios ríos y arroyos, como el arroyo Catmonan, el arroyo Dawan, el arroyo Dilaon, el río Mati, el arroyo Matiao y el arroyo Guanguan. La masa de tierra que bordea la bahía por el norte y el oeste se caracteriza por ser accidentada y montañosa, con zonas llanas en la península de Guanguan que se vuelven ásperas y montañosas hacia su extremo sur en Lamigan Point. La isla Pujada, cerca de la entrada de la bahía, está cubierta de arbustos y árboles y tiene un pequeño faro situado en su extremo sureste. Dos islotes de arena rodeados de arrecifes secos se encuentran a 0,75 millas y 1 milla al sureste de la isla, a saber, la isla del Roble y la isla de la Hiedra. En el lado este de la bahía, conectada a la península de Guanguan por un saliente rocoso con una profundidad de 9,2 metros, se encuentra la isla de Uanivan.
La bahía alberga 25 géneros de corales duros y blandos, los más abundantes pertenecen al género Montipora, Acropora y Porites.  También contiene aproximadamente 850 ha de manglares de crecimiento principalmente secundario y plantaciones de manglares distribuidas a lo largo de sus costas. También se sabe que alberga nueve de las dieciséis especies de pastos marinos que se encuentran en Filipinas.